# گوور قلعه
بقایای گوور قلعه مربوط به سده‌های میانه دوران‌های تاریخی پس از اسلام است و در شهرستان ماهنشان، بخش مرکزی، دهستان اوریاد، ۵۰۰ متری جنوب غربی روستای قلعه جوق، بر فراز ارتفاعات واقع شده و این اثر در تاریخ ۱۵ دی ۱۳۸۷ با شمارهٔ ثبت ۲۴۰۵۸ به‌عنوان یکی از آثار ملی ایران به ثبت رسیده است.